# Scooby Doo i straszna zima pod psem
Scooby Doo i straszna zima pod psem (ang. Scooby-Doo Winter Wonderdog) – film animowany z roku 2002.